# Ячув
Ячув (пол. Jaczów, нім. Jätschau) — село в Польщі, у гміні Єжманова Ґлоґовського повіту Нижньосілезького воєводства.
Населення — 1342 особи (2011).
У 1975-1998 роках село належало до Легницького воєводства.

## Демографія
Демографічна структура станом на 31 березня 2011 року:
|          | Загалом | Допрацездатний вік | Працездатний вік | Постпрацездатний вік |
| -------- | ------- | ------------------ | ---------------- | -------------------- |
| Чоловіки | 679     | 177                | 471              | 31                   |
| Жінки    | 663     | 171                | 422              | 70                   |
| Разом    | 1342    | 348                | 893              | 101                  |